# Rana camerani
 Rana camerani és una espècie de granota de la família dels rànids i de l'ordre dels anurs.

## Distribució geogràfica
Es troba a Armènia, l'Azerbaidjan, Geòrgia, l'Iran, Rússia i Turquia.

## Descripció
Dents de Vomerine presents. Part posterior de la llengua lliure i bifurcada. Dits de punta a la tela. Omsterni i estèrnum osificats. Alumna de l'ull horitzontal. Pout arrodonit o lleugerament afilat. Home amb sacs vocals interns. Les cames llargues; Esquena més curt que el cos d'1,5 a 2,1 vegades. Quan les espinillas es col·loquen perpendicularment a l'eix del cos, els talons se superposen. Quan la cama posterior s'estira al llarg del cos, l'articulació tibial-tarsal (turmell) supera o no supera la punta del musell. Tubercle metatarsal intern alt i ovalat, més curt que el primer dit del peu en 1.4-3.6 vegades. Flanc i la pell de la cuixa llisa. Coloració dorsal oliva, grisenca, violeta fosca, taronja-rosa, vermellosa o marró. Les taques fosques a la superfície dorsal varien en nombre, mida i arranjament. Punt temporal gran. Línia lleugera, diferent, middorsal, present o absent. El ventre gairebé sempre sense patró, rosat o taronja-vermell, de vegades blanquinós o de color groguenc. Gola blanca o grisenca, de vegades vista. Aquestes taques de vegades s'estenen al pit. El mascle difereix de la femella tenint coixinets nupcials al primer dit, sacs vocals emparellats i, de vegades, per determinades característiques de coloració.

## Història de la vida, abundància, activitat i comportaments especials
En Caucas, Rana Macrocnemis és un dels amfibis més comuns i abundants. la seva densitat pot arribar a diversos centenars a diversos milers d'individus per hectàrea. No obstant això, al sud de Turkmenia són espècies molt rares o extingides. Rana macrocnemishiverna tant a l'aigua com a la terra; la proporció d'individus que hibernen en qualsevol dels entorns varia entre els anys. Les poblacions de rana sencera poden hivernar a terra si no hi ha cossos d'aigua adequats. La hibernació es produeix des de finals de setembre fins a principis de novembre a febrer i maig, depenent de l'altitud. Als contraforts meridionals, les granotes apareixen a les piscines a principis de febrer si el clima és càlid o, en alguns casos, pot estar actiu durant tot l'hivern. La reproducció es produeix des de febrer fins a finals d'agost, depenent del clima i l'altitud, però normalment a l'abril-maig. Amplexus és pectoral (axil·lar). Els parells amples poden formar-se tant en llocs d'hibernació com just abans de començar. L'embragatge conté 580-3500 ous dipositats en un grup. La metamorfosi es produeix des de finals de maig fins a principis d'octubre, però normalment al juny-juliol. Al mateix temps, La hibernació larval en estanys freds i profunds és possible a les terres altes. La durada de la metamorfosi és generalment més llarga a les terres altes. La maduresa sexual s'aconsegueix en el segon i tercer any de vida. La longevitat màxima s'estima en 5-12 anys en diferents poblacions.